# 本頓維爾 (密蘇里州)
本頓維爾（英語：Bentonville）是位於美國密蘇里州本頓縣的非建制地區。

## 歷史
本頓維爾的郵局於1890年設立，其後於1954年停運。

## 地理
本頓維爾所處的海拔為高於海平面285米（即935英呎），而該地所採用的時區為UTC-6，即北美中部時區（CST）。同時該地設有夏令時間，為UTC-6調快一小時，即UTC-5（CDT）。